# Јокојама Таикан
Јокојама Таикан (јап. 横山大観; Мито, 2. новембар 1868 — Токио, 26. фебруар 1958) је био познати јапански сликар. Сликао је традиционалне јапанске призоре.